# North American F-86D/K/L Sabre
Le versioni D, K e L del North American F-86 Sabre furono quelle destinate al ruolo di "caccia ognitempo", caratterizzate cioè dalla presenza di apparecchiature radar di bordo capaci di garantire l'acquisizione di bersagli anche in condizioni di visibilità ridotta o nulla da parte del pilota.
In particolare la versione F-86D fu la prima realizzazione di un caccia intercettore ognitempo monoposto dotato di apparati radar e di puntamento del tiro altamente sofisticati per l'epoca, con armamento unicamente costituito da razzi.
La versione F-86K fu la versione destinata all'esportazione, dotata di un radar meno sofisticato e di un armamento costituito da cannoni e più tardi, missili a guida infrarossa. Costruito su licenza dalla Fiat fu fornito alle forze aeree di alcuni paesi aderenti alla NATO.
Infine, la versione F-86L fu un adeguamento tecnologico della versione "D", per renderla capace di integrarsi nel sistema difensivo statunitense SAGE, in attesa dell'entrata in servizio dei caccia intercettori supersonici.

## Storia del Progetto

### F-86D
Alla fine degli anni quaranta, la possibilità che l'Unione Sovietica fosse in grado di realizzare bombardieri strategici in grado di raggiungere le città degli Stati Uniti divenne sempre più concreta con l'entrata in servizio dei Tupolev Tu-4 (nome in codice NATO Bull) e successivamente dei Myasishchev M-4 (Bison). Ciò spinse il governo statunitense ad investire notevoli risorse economiche e tecnologiche per sviluppare un'efficace difesa dello spazio aereo americano.
Come intercettore, la scelta cadde sul Northrop F-89 Scorpion, che avrebbe dovuto assicurare la difesa aerea del Nord America fino a quando non si fosse reso disponibile il cosiddetto "1954 Interceptor", il Convair F-102 Delta Dagger/Convair F-106 Delta Dart.
L'insorgere di alcuni problemi tecnici con il prototipo dell'XF-89 spinsero l'USAF a prendere in considerazione possibili alternative nel caso il progetto dell'F-89 fallisse. Tra queste erano incluse una versione modificata del Lockheed TF-80C, che diede poi origine all'F-94 Starfire, ed una versione considerevolmente modificata dell'F-86 Sabre.
Il 28 marzo del 1949, la North American Aviation (NAA) iniziò lo studio per realizzare una versione ogni tempo dell'intercettore diurno F-86; il progetto ricevette il codice NA-164. L'USAF mostrò subito un notevole interesse per il progetto ed il 7 aprile 1949 la NAA iniziò il lavoro su una versione di produzione identificata come NA-165.
Fino ad allora tutti i caccia intercettori ogni tempo in avviata fase di produzione o in progettazione erano biposto. L'idea della North American fu di proporre un progetto per quei tempi eccezionalmente avanzato: un intercettore monoposto dotato di radar con capacità ogni tempo e di un motore con postbruciatore che fornisse la spinta supplementare per le fasi di accelerazione e salita.
Tale scelta comportava l'adozione di un'avionica particolarmente sofisticata , che rendesse superfluo l'uso di un secondo membro dell'equipaggio addetto al radar, e di un motore che non ne richiedesse il controllo costante da parte del pilota. La scelta dell'apparato propulsore cadde su un turboreattore General Electric J47-GE-17 con postbruciatore, dotato di controllo elettronico del sistema di alimentazione del carburante.
La North American Aviation e la General Electric collaborarono per più di due anni per sviluppare e perfezionare un sistema di controllo dell'alimentazione del carburante operante con singola manetta la quale, agendo elettronicamente, determinava la quantità di carburante necessaria al motore nelle varie fasi di volo e durante la postcombustione. Il vantaggio principale della gestione elettronica dell'alimentazione del carburante, consisteva principalmente in una rapida risposta del motore alle variazioni della manetta evitando fenomeni di stallo del compressore o di spegnimento dello stesso.
La differenza più vistosa rispetto all'F-86 fu la completa riprogettazione della presa d'aria che fu abbassata per poter alloggiare il radome dielettrico necessario a contenere l'antenna da 18 pollici (460 mm) del radar Westinghouse AN/APG-36. L'originale radar da 50 kilowatt fu ben presto sostituito sui tavoli di progetto da un radar da 250 kilowatt, in grado di localizzare obiettivi a 50 Km .
La responsabilità di realizzare il sistema elettronico di controllo del tiro (Fire Control System) fu affidata alla Hughes Aircraf Company. Il 18 novembre 1949 la Hughes propose che il sistema di puntamento e sparo di razzi aria-aria non guidati fosse progettato per un profilo di attacco con rotta di collisione verso il bersaglio invece che con la tradizionale curva d'inseguimento. Denominato "E-4" il nuovo sistema di puntamento da 250 kW impiegava 495 valvole termoioniche e 6 400 tra bobine, condensatori e resistenze .
Al sistema di puntamento era associato un computer "APA-84" in grado di stabilire la rotta di collisione con il bersaglio e quindi procedere al lancio dei razzi. In ogni caso i primi trentasette esemplari di produzione furono consegnati con il meno sofisticato sistema "E-3" da 50 kW. Il pilota era guidato in prossimità del bersaglio dall'operatore di terra "GCI" (Ground Control Interceptor), quindi completava l'intercettazione usufruendo dei segnali presentati sul display a tubi catodici posizionato nella parte bassa dell'abitacolo.
Per l'armamento si preferì adottare una soluzione per il lancio di 24 razzi da 2,75 pollici (70 mm) aria-aria FFAR (Folding Fin Aerial Rocket) "Mighty Mouse" installati in un contenitore estraibile in fusoliera. Il computer di bordo indicava al pilota se era necessaria una salva di 6, 12 o 24 razzi.

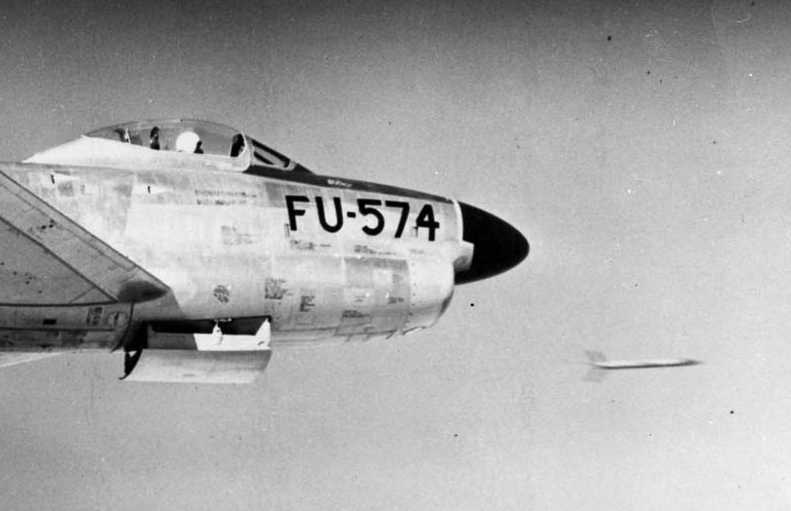
La fase del lancio di un razzo FFAR "Mighty Mouse" da parte di un F-86D.

Fu inoltre prevista l'adozione di un pilota automatico e fu incrementata la capacità dei serbatoi interni per far fronte al maggiore consumo del postbruciatore. Il tettuccio scorrevole all'indietro dell'F-86A fu sostituito da un tettuccio ribaltabile all'indietro, ritenuto più sicuro nel caso di eiezione del pilota per emergenza. I piani di coda orizzontali, privi di diedro, erano completamente mobili e attuati idraulicamente, come tutte le superfici di controllo.
Il 19 luglio 1949 il Segretario di Stato per l'Aeronautica accettava formalmente il progetto della North American Aviation. La lettera di contratto per due esemplari di preserie YF-86D (NA-164) e centoventidue F-86D (NA-165) fu firmata il 7 ottobre 1949, poco dopo lo scoppio della prima bomba atomica sovietica. Il 2 giugno 1950 fu firmato un nuovo contratto per ulteriori trentuno esemplari, portando l'ordine totale a centocinquantatré.
Inizialmente designato F-95A, a rimarcare il fatto che si trattasse di una macchina completamente nuova (solo il 25% dei componenti era in comune con l'F-86), il 24 luglio 1950 l'aereo fu ufficialmente ridesignato F-86D.
Il primo volo dell'YF-F86D, numero di produzione 50-577, avvenne sulla base di Muroc, in California (oggi nota con il nome di Edwards Air Force Base) il 22 dicembre 1950 . Da quella data alla fine del 1950, furono eseguiti settantaquattro voli per valutare il controllo elettronico del carburante ed il postbruciatore. Il secondo prototipo YF-86D (50-578) fu utilizzato per testare il sistema di controllo del tiro "E-3". Rimasto danneggiato durante un atterraggio, dopo la riparazione il secondo prototipo fu inviato alla Hughes per lo sviluppo del sistema di controllo del tiro "E-4".
La rastrelliera retrattile contenente ventiquattro razzi FFAR da 2,75 pollici fu installata sul primo prototipo che eseguì i test sulla base della US Navy di Inyoken in California. Nel febbraio del 1951 avvenne il primo lancio di razzi da bordo di un F-86D 
La pressione della guerra di Corea e la paura di un attacco sovietico al suolo americano, accelerò l'iter contrattuale e un ordine di centottantotto F-86D-20 fu approvato l'11 aprile 1951. Un altro contratto per seicentotrentotto F-86D-25 fu approvato nel luglio successivo.
La prima versione di produzione fu la F-86D-1-NA e il primo velivolo della serie (50-455) fu consegnato all'USAF nel marzo del 1951. Questa versione presentava la configurazione di produzione, con il tettuccio "a conchiglia", superficie maggiorata del piano di coda verticale e piani orizzontali interamente mobili.
Il gruppo motopropulsore era costituito da un turbogetto J47-GE-17 con una spinta a secco di 5 425 libbre forza (24,13 kN) e 7 500 libbre forza (33 kN) con il post-bruciatore. La parte posteriore della fusoliera fu ridisegnata per ospitare un cono di scarico più piccolo rispetto ai prototipi; inoltre nella zona posteriore della fusoliera fu installato un generatore di vortice per aumentare l'efficienza aerodinamica in quelle aree. Tutti gli F-86D-1 avevano il sistema di controllo del tiro "E-3".
Con un peso a vuoto di 14 677 libbre (6 657 kg) e un peso in configurazione di combattimento di 16 292 libbre (7 390 kg), l'F-86D aveva una velocità massima di 692 miglia all'ora (1 114 km/h) a livello del mare, con un rateo di salita di 12 200 piedi al minuto (3 700 m/min).
La velocità massima era inferiore a quella prevista contrattualmente di 707 miglia all'ora (1 138 km/h), comunque l'F-86D era più veloce del contemporaneo F-89C Scorpion, la cui velocità massima era di 650 miglia all'ora (1 050 km/h), e del Lockheed F-94C Starfire che non superava le 640 miglia all'ora (1 030 km/h).
Le consegne dell'F-86D procedettero con lentezza a causa dei ritardi nella forniture del sistema di tiro "E-4" e per alcuni problemi legati al regolatore elettronico del carburante. L'ultimo F-86D-1 fu consegnato all'USAF nell'ottobre 1952, tre anni dopo la stipula del contratto iniziale.
La versione di produzione successiva fu la F-86D-5-NA, prima versione equipaggiata con il sistema di controllo "E-4". I primi sistemi "Hughes E-4" erano cinque volte più potenti degli "E-3", anche se i primi esemplari di "E-4" forniti presentavano numerosi difetti dovuti a scarsa qualità della costruzione e dei materiali.

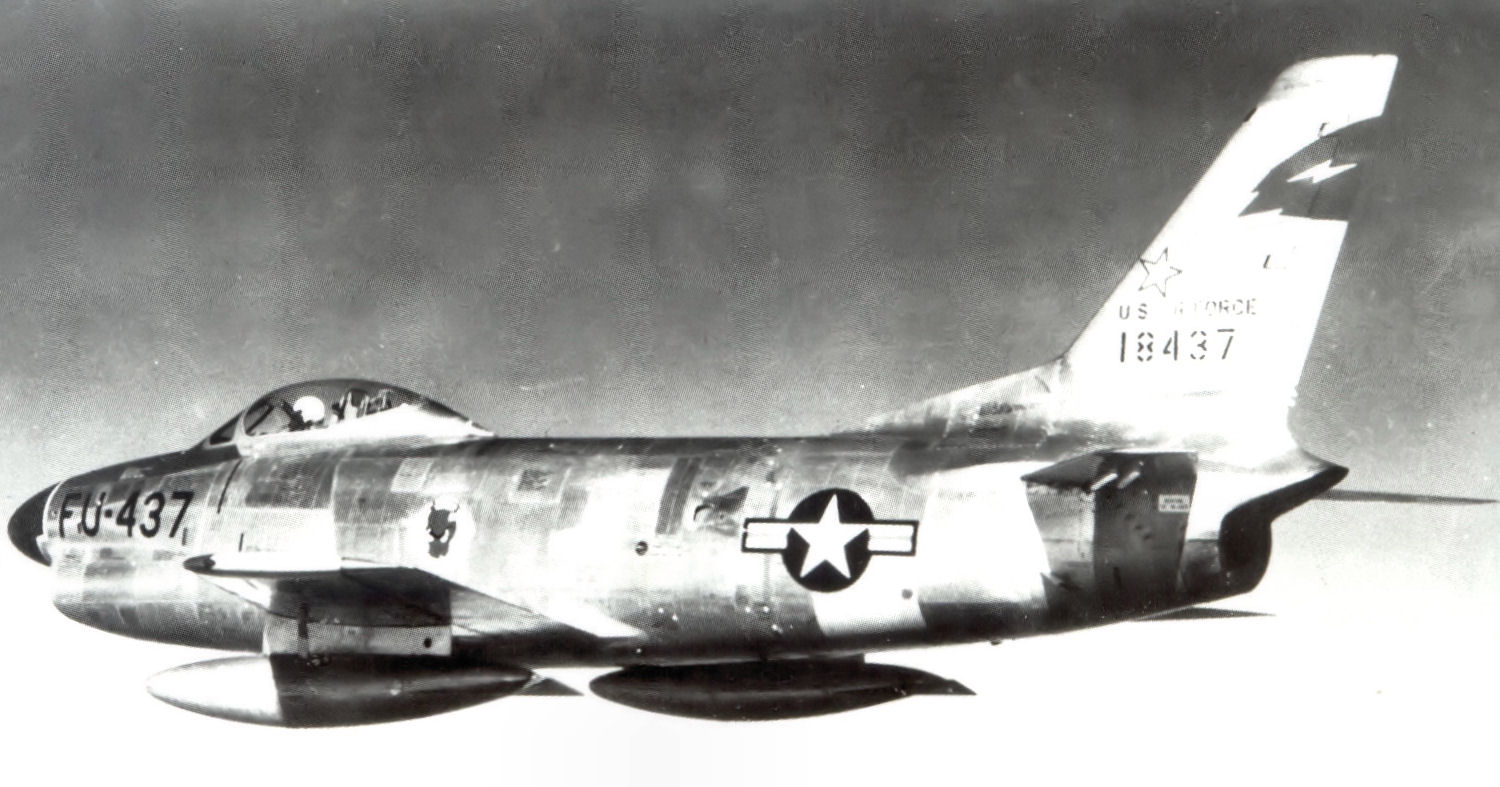
Un F-86D-35-NA del 13th Fighter-Interceptor Squadron, 575th Air Defense Group di base presso la Selfridge AFB, Michigan, nel dicembre del 1953.

I ventisei F-86D-5 furono seguiti da trentasei F-86D-10 che introducevano timone di direzione servo assistito senza aletta di compensazione. A questi succedettero cinquantaquattro F-86D-15 che introducevano un singolo ricettacolo per il rifornimento del carburante a terra. Altre migliorie includevano l'installazione di un apparato di comunicazione del tipo AN/ARC-27. Con questa fornitura fu completato il primo contratto (NA-165).
Il secondo contratto (NA-177) ebbe inizio con la produzione della versione F-86D-20-NA, dotata di un sistema antighiaccio del filtro carburante. La produzione fu di centottantotto velivoli tra maggio e dicembre 1953. Nei successivi ottantotto F-86D-25-NA fu previsto l'uso dei serbatoi sganciabili da 120 galloni americani (450 l) sia durante le missioni di combattimento che per i voli di trasferimento. Furono poi costruiti duecento F-86D-30-NA cui seguirono trecentocinquanta F-86D-35 con migliorie all'elettronica e l'introduzione, negli ultimi novantasette, del rivestimento dell'ugello di scarico del turboreattore in materiale ceramico.
Durante i primi anni cinquanta la North American continuò a fornire all'USAF gli F-86D con una certa lentezza, dovuta a ricorrenti problemi con il sistema "E-4" e con il regolatore di combustibile elettronico.
Per altro l'USAF era ansiosa di mostrare al pubblico il nuovo intercettore. Il 18 novembre 1952, un F-86D-2-NA (serial number 51-2945) superò il record mondiale di velocità con una media di 698,0 miglia all'ora (1 123,3 km/h). Il record fu superato il 16 luglio 1953 dal Lt.Col. William Barnes, questa volta ai comandi di un F-86D-35-NA (51-6145), che raggiunse la velocità di 715,697 miglia all'ora (1 151,803 km/h) sul Gran Lago Salato. Entrambi i record furono conseguiti con esemplari di produzione completi dei sistemi di armamento ed elettronica. La maggior velocità del secondo esemplare fu dovuta sia alla maggiore temperatura ambientale, sia all'uso del rivestimento in ceramica attorno all'ugello di scarico.
Le notevoli prestazioni dell'F-86D convinsero l'USAF a concludere con la NAA due nuovi contratti. Il primo di questi denominato NA-190, fu approvato il 6 marzo 1952 per la fornitura di novecentouno F-86D nelle varianti -40 a -50. Su trecento F-86D-40 fu installato un turbogetto J47-GE-17B che forniva 5 425 libbre forza (24,13 kN) a secco e 7 500 libbre forza (33 kN) con post bruciatore. L'introduzione di un parafreno, con la serie F-86D-45, ridusse la distanza di atterraggio da 2 550 piedi (780 m) a 1 600 piedi (490 m).
Il motore dei primi duecentotrentotto F-86D-45 fu un J47-GE-17B, ma i restanti esemplari (numero serie da 52-4136 e successivi) completati a partire dal luglio 1954, installavano un turboreattore J47-GE-33 con una spinta a secco di 5 500 libbre forza (24 kN) e 7 650 libbre forza (34,0 kN) con postbruciatore. L'effetto principale dell'aumento di spinta fu un miglioramento della velocità che passò da 612 miglia all'ora (985 km/h) a 616 miglia all'ora (991 km/h) alla quota di 40 000 piedi (12 000 m).
Le ultime tre varianti videro l'introduzione di migliorie minori nella strumentazione e nei sistemi elettronici. Trecentouno F-86D-50 furono forniti con il contratto NA-190. L'ultimo ordine di produzione fu stipulato il 12 giugno 1952 per seicentoventiquattro F-86D-55 e -60. L'ultimo F-86D-60-NA, 53-4090, fu accettato nel settembre 1955; in totale furono costruiti duemilacinquecentosei (compresi i due prototipi) F-86D.
La suddivisione della produzione dell'F-86D in vari blocchi costruttivi, si ripercuoteva negativamente sulla manutenzione dei velivoli in servizio, per presenza di procedure di manutenzione che si differenziavano da blocco a blocco, e nella necessità di reperire parti di ricambio differenti. Al fine di standardizzare per quanto possibile i blocchi di produzione dell'F-86D e facilitarne così la manutenzione, l'USAF avviò un progetto denominato Pull-Out, che prevedeva il ritorno in fabbrica o nei depositi di manutenzione dell'USAF degli esemplari da avviare alla manutenzione periodica, sottoponendoli a tutta una serie di aggiornamenti della componente elettronica o all'installazione del paracadute freno. Iniziato nel tardo 1953, il programma fu completato nel settembre del 1955.

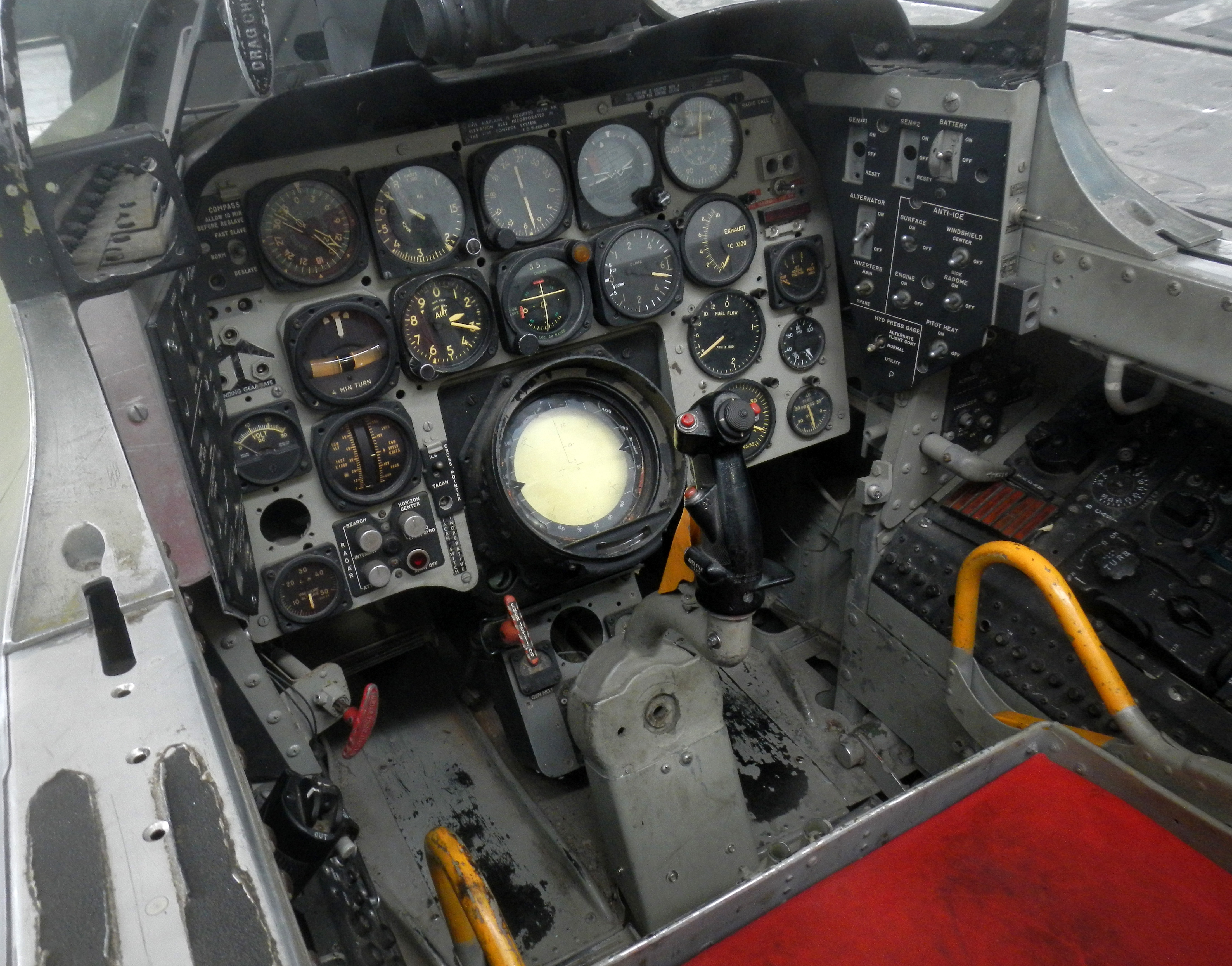
vista dell'abitacolo dell'F86D

### F-86K

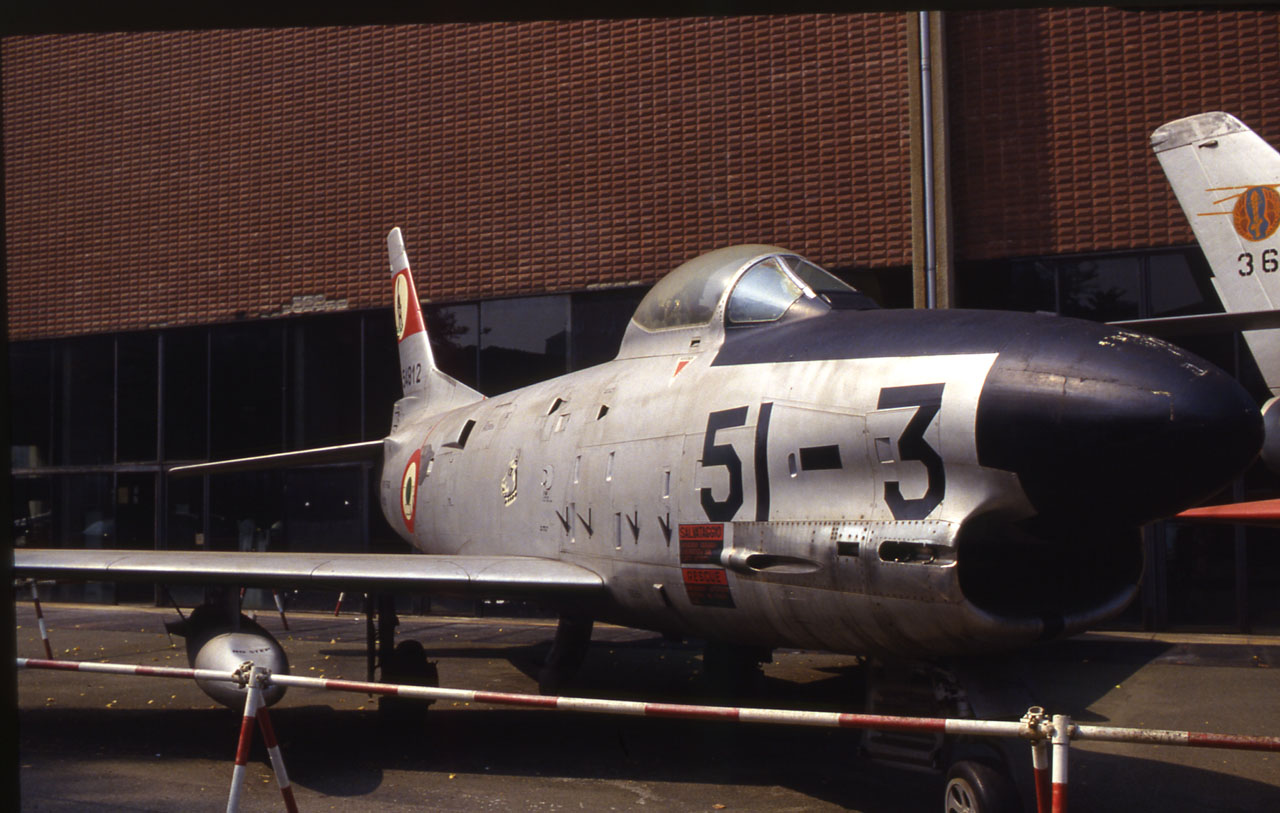
L'esemplare di F-86K esposto presso il Museo nazionale della scienza e della tecnologia Leonardo da Vinci.

Il 22 gennaio 1953 l'Air Material Command (AMC) formulò alla North American Aviation (NAA) l'intenzione del governo americano di produrre un caccia ogni tempo in Italia simile all'F-86D con cui rifornire le aviazioni dei paesi aderenti alla NATO, nell'ambito del Mutual Defense Assistance Program (MDAP).
L'F-86D era però dotato di sistema di puntamento "Hughes E-4", coperto dal segreto militare e giudicato troppo sofisticato per autorizzarne l'esportazione; inoltre la manutenzione dell'"E-4" si stava rivelando onerosa e complessa. Pertanto la NAA propose una versione semplificata dell'F-86D dotata di sistema di tiro meno sofisticato e con armamento di cannoni in sostituzione dei razzi FFAR. La proposta iniziale dell'USAF di utilizzare un secondo membro dell'equipaggio fu ben presto considerata dalla NAA troppo onerosa per i maggiori costi richiesti.
Dopo una prima accettazione da parte dell'USAF, la NAA diede al progetto la designazione di NA-205: il sistema di controllo del tiro "E-4" fu sostituito dal meno sofisticato sistema "MG-4", costruito dalla stessa NAA presso lo stabilimento di Downey (un sobborgo di Los Angeles) e progettato per operare con l'armamento prescelto di quattro cannoni da 20 mm M-24A1 con 132 colpi per arma; nello specifico questi cannoni erano un'evoluzione statunitense dell'Hispano-Suiza HS.404.
Fu mantenuto lo stesso radar "APG-37" dell'F-86D, conservando la stessa strategia di ricerca, tracciamento e attacco al bersaglio, con il calcolo automatico della distanza di fuoco dei cannoni e l'indicazione del tempo di disimpegno . Era prevista anche l'installazione di un mirino ottico computazionale tipo "A-4".
Con un peso a vuoto di 13 367 libbre (6 063 kg) e un peso massimo al decollo (con due serbatoi supplementari da 120 galloni) di 20 171 libbre (9 149 kg), l'F-86K saliva leggermente meno rapidamente dell'F-86D, con una velocità di salita di 12 000 piedi al minuto (61 m/s) e una tangenza operativa di 49 600 piedi (15 118 m).
L'F-86K possedeva un'autonomia di trasferimento (con serbatoi aggiuntivi) di 744 miglia (1 197 km). Il raggio d'azione era di 272 miglia (438 km).
L'USAF fornì due F-86D-40-NA, serie 52-3630 e 52-3804, alla NAA da utilizzare come prototipi per il progetto NA-205. L'attività di progettazione iniziò il 14 maggio 1953 e i due F-86D forniti furono ridenominati YF-86K.
Un accordo preliminare con la Fiat fu stipulato il 16 maggio 1953 e due giorni più tardi, il 18 maggio 1953  fu stipulato il contratto definitivo (NA-207) con fondi MDAP per la costruzione di cinquanta set di componenti di F-86K da assemblare in Italia.
Questo contratto ed altri di natura simili stipulati in quel periodo tra le industrie statunitensi e quelle italiane, avevano anche lo scopo politico, in piena guerra fredda, di scoraggiare l'attivismo comunista nelle fabbriche del nord Italia, mantenendo alti i livelli occupazionali.
Per accelerare la fornitura, centoventi F-86K furono costruiti direttamente in California dalla NAA con il contratto NA-213 approvato il 18 dicembre 1953. Questi esemplari (numeri di serie da 54-1231 a 54-1350) erano destinati alle aviazioni militari di Paesi Bassi e Norvegia, mentre gli esemplari assemblati in Italia, che essendo costruiti con fondi MDAP conservavano i numeri di serie USAF da 53-8273 a 8322, dovevano essere forniti all'Armée de l'air, alla Luftwaffe e all'Aeronautica Militare Italiana.

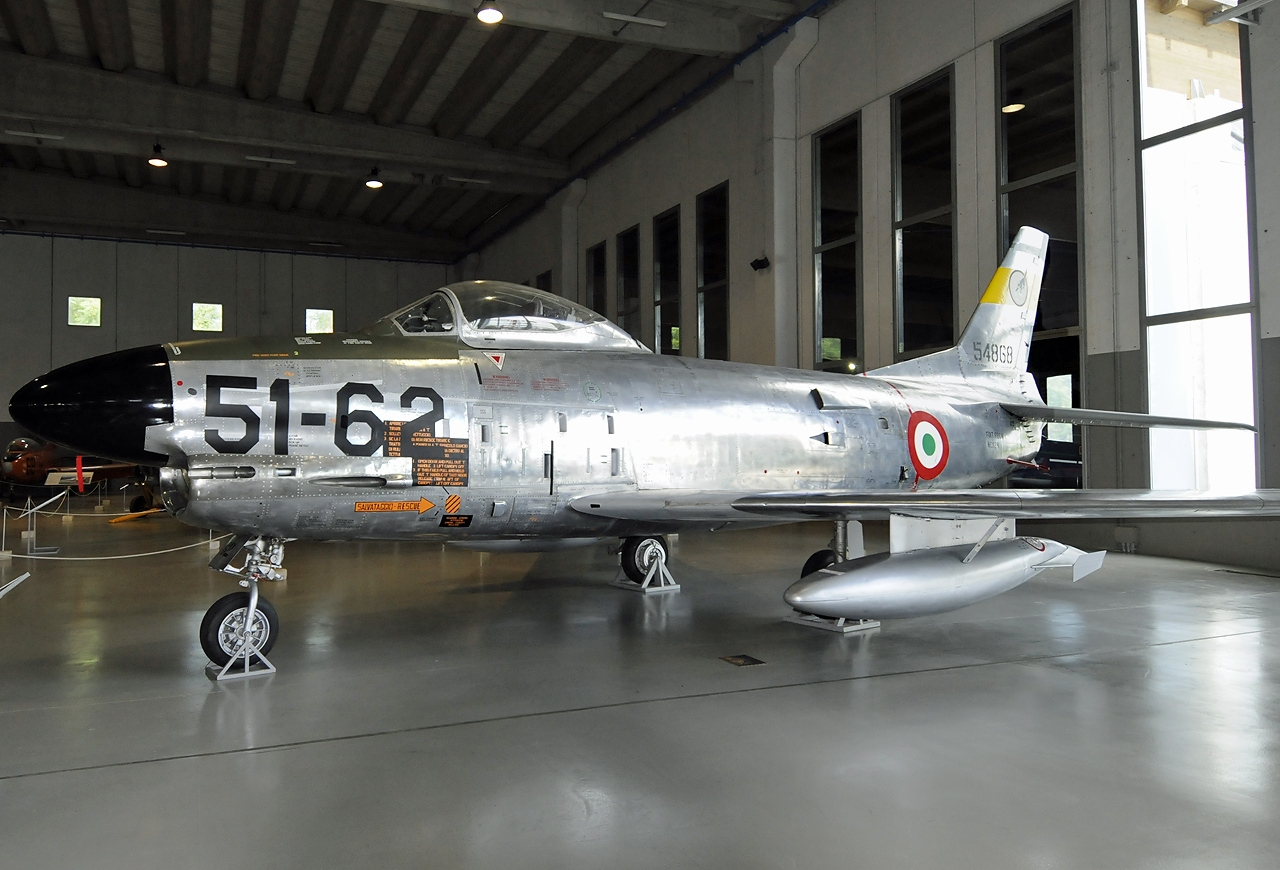
F-86K dell'Aeronautica Militare Italiana della 51ª Aerobrigata,conservato nel Museo storico dell'Aeronautica Militare di Vigna di Valle.

Il primo YF-86K (53-3630) volò il 15 luglio 1954 decollando dall'aeroporto internazionale di Los Angeles pilotato dal collaudatore della NAA Rymond Morris. Entrambi gli YF-86K furono inviati in Italia dopo i test iniziali. Il primo NA-F-86K (54-1231) fece il proprio volo inaugurale l'8 marzo 1955. I centoventi F-86K della NAA furono costruiti in California da aprile a dicembre 1955: uno fu mantenuto negli Stati Uniti per prove valutative, sessanta furono forniti alla aviazione militare norvegese Kongelige Norske Luftforsvaret e cinquantanove alla aviazione olandese Koninklijke Luchtmacht.
Il primo F-86K assemblato in Italia (MM6185, 53-8273) volò il 23 maggio 1955 e fu presentato ufficialmente al pubblico il 25 luglio dello stesso anno con una cerimonia che vide la presenza dell'ambasciatore statunitense, signora Clare Boothe Luce. Successivamente furono inviate in Fiat le parti da assemblare, con i seguenti contratti: NA-221 (70 velivoli, agosto 1954, serie 55-4811/4880), NA-232 (56 velivoli, luglio 1955, serie 55-4881/4936), NA-242 (45 velivoli, dicembre 1955, 56-4116/4160).
La fornitura relativa al contratto NA-242 differiva dalle precedenti per l'adozione dell'ala maggiorata installata sull'F-86F-40-NA che incrementava l'apertura alare da 37.1 a 39.1 ft e la superficie alare da 287.9 a 313.37 ft². L'ala era denominata 6-3 perché il bordo d'attacco alare alla radice era ampliato di 6 pollici (152 mm) mentre l'estremità alare era più ampia di 3 pollici (76 mm). Molti F-86K assemblati in Italia furono riequipaggiati con la nuova ala.

### F-86L
Verso la fine degli anni cinquanta l'USAF avviò un programma di modernizzazione degli F-86D che costituivano la prima linea dell'Air Defence Command (ADC), equipaggiando ben venti reparti su trenta.
L'anello debole del sistema di difesa aereo era costituito dalla trasmissione delle informazioni tra il sistema di allarme radar a terra (Ground-Controlled Interception GCI) e il caccia in volo. Il ritardo nel trattamento e nella comunicazione dei dati forniti dai radar di controllo a terra spesso tardavano nell'indirizzare in tempo utile i caccia verso la posizione più favorevole ad intercettare il bersaglio. Per le velocità transoniche come quella dei bombardieri sovietici che stavano entrando allora in servizio, erano necessari sistemi di rilevamento, inseguimento e intercettazione automatici pressoché istantanei. La soluzione fu trovata nel SAGE, sviluppato nei Lincoln Laboratory del Massachusetts Institute of Technology e accettato dall'USAF nel 1953 .
Costituito da una rete di ventiquattro centri radar ognuno facente capo ad un elaboratore AN/FSQ-7, il sistema SAGE era in grado di processare in tempo reale i dati provenienti dai radar di sorveglianza a terra, fornendo istantaneamente, su schermi video, posizione, velocità e direzione di ogni oggetto volante in una determinata regione dello spazio sorvegliato. Le informazioni di direzione, altezza, velocità e distanza del bersaglio erano poi trasmesse attraverso il sotto sistema Data Link ad un ricevitore di alta frequenza installato sul caccia intercettore e successivamente ad un accoppiatore acustico nell'abitacolo. L'intercettore era quindi automaticamente guidato sulla corretta direttrice di attacco dal sistema di controllo del tiro "E-4", modificato per ricevere i dati trasmessi.

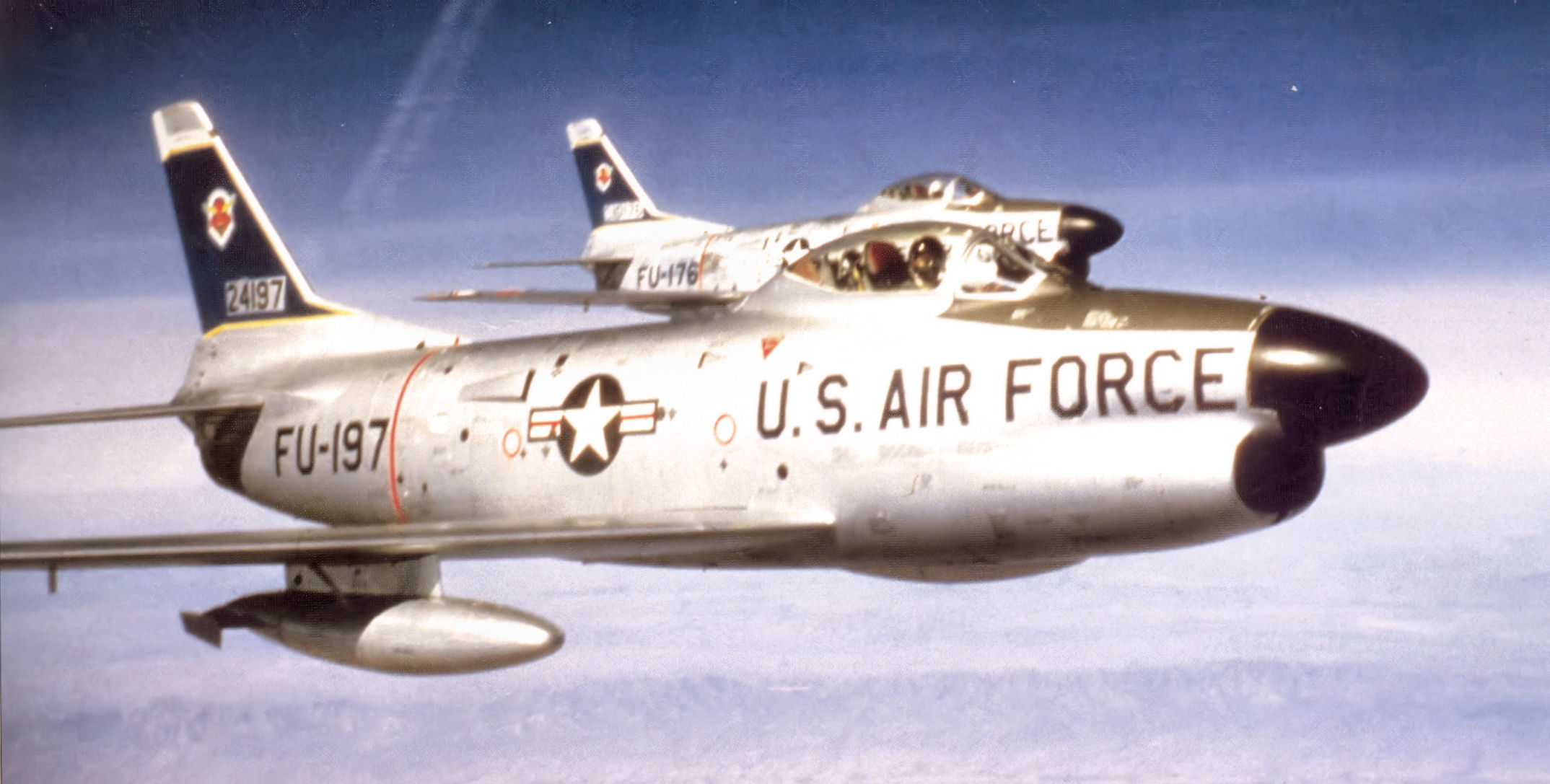
456th Fighter-Interceptor Squadron North American F-86L-45-NA Sabres

Il programma di modernizzazione denominato Project Follow-On  iniziò nel maggio del 1956, dopo l'acquisto di 2 192 kit elettronici comprensivi di parti di ricambio. Progressivamente i velivoli più anziani venivano ritirati dai reparti, quindi avviati negli stabilimenti della NAA di Inglewood e Fresno, dove si procedeva all'installazione del "Data Link", all'aggiornamento dell'elettronica e dell'abitacolo, all'installazione delle semiali con bordo d'attacco ed estremità maggiorate e ipersostentatori al bordo d'entrata e ad una completa revisione generale ("IRAN": Inspect ed Repair As Necessary) della cellula. Un altro elemento di distinzione era costituito da due prese d'aria di raffreddamento in fusoliera, subito dietro l'ala.
I velivoli modernizzati venivano quindi inviati ai reparti con la nuova designazione: le serie da F-86D-10 a F-86D-40 assunsero le denominazioni da F-86L-11 a F-86L-41, mentre le serie da F-86D-45 a F-86D-60 assunsero le nuove designazioni da F-86L-45 a F-86L-60.
La novità più importante era l'installazione del ricevitore "Data Link AN/ARR-39", la cui antenna sporgeva inferiormente dalla fusoliera, in prossimità del bordo d'attacco della semiala destra. L'aggiornamento della componente elettronica di bordo comprendeva inoltre l'installazione di un sistema di comunicazione bordo-terra-bordo in UHF AN/ARC-34, un transponder IFF AN/APX-25, un ricevitore ILS AN/ARN-31.
Gli F-86L mantenevano inalterato l'armamento dell'F-86D. L'ala di maggiori dimensioni e superficie migliorava la manovrabilità alle alte altitudini, anche in presenza di un peso a vuoto incrementato di 100 libbre (45 kg) rispetto all'F-86D.

## Tecnica

### Cellula
Con solo il 25% dei componenti in comune con l'F-86A, L'F-86D poteva considerarsi a ragione un aereo del tutto nuovo, conservando del predecessore praticamente solo l'ala. La fusoliera, allungata, alloggiava il grosso radome che conteneva l'antenna del radar di ricerca, sopra una presa d'aria che conferiva la velivolo un aspetto che gli valse il nomignolo di "Dog", cane.
Per far posto ai quattro cannoni e alle relative munizioni, la fusoliera dell'F-86K era leggermente più lunga di quella dell'F-86D, 40,9 piedi (12,47 m) rispetto ai precedenti 40,3 piedi (12,28 m). Furono previste anche delle prese di ventilazione per evitare l'ingestione di gas di scarico delle armi, fenomeni che si erano già verificati durante la guerra di Corea, nei velivoli sperimentali denominati "GunVal".
L'ala, con una freccia di 35° su profili simmetrici il cui spessore variava tra il dodici per cento alla radice e l'undici per cento all'estremità, fu rinforzata strutturalmente, mantenendo alule automatiche del bordo d'attacco. L'ultimo contratto di produzione degli F-86K e gli F-86L ebbero l'ala modificata con un aumento dell'apertura e della superficie alare come già si era verificato negli F-86F-40 (detta, proprio per questo, "ala F-40").
I piani di coda erano ingranditi rispetto a quelli dell'F-86F per compensare la maggior superficie della fusoliera. La parte posteriore della fusoliera era dotata di generatori di vortici al fine di evitare il distacco della vena fluida con conseguente aumento della resistenza aerodinamica.
Nelle tre versioni la capacità dei serbatoi interni di carburante rimase sempre la stessa, con una capacità di 610 galloni americani (2 309 l) così come restava invariata la possibilità di portare due serbatoi supplementari da 120 galloni americani (454 l) ciascuno in piloni subalari.

### Motore
La spinta propulsiva era assicurata da un turboreattore J47-GE-17 o 17B con postbruciatore che erogava una spinta (in condizioni di combattimento) di 5 425 libbre forza (24,13 kN) e 7 500 libbre forza (33,36 kN) con postbruciatore. Gli F-86D appartenenti agli ultimi blocchi di produzione, gli F-86K e gli F-86L ricevettero un turboreattore J47-GE-33 da 7 950 libbre forza (35,4 kN) con postbruciatore. Tutte le versioni erano dotate il controllo elettronico del carburante.

### Sistemi d'arma

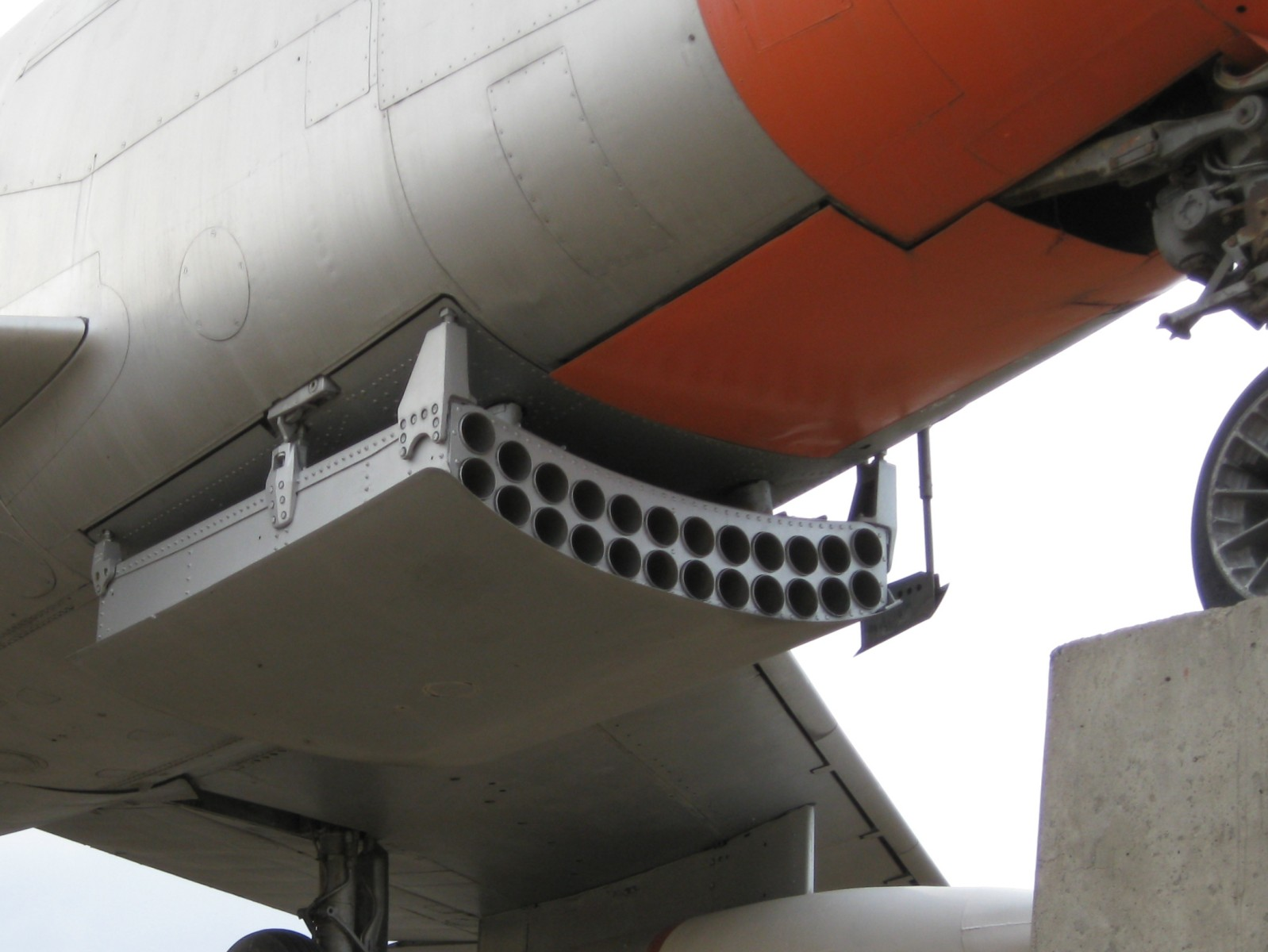
Primo piano della piattaforma lanciarazzi di un F-86D.

L'armamento dell'F-86D e dell'F-86L era costituito da una razziera retrattile ventrale con 24 razzi tipo FFAR da 2,75 pollici (70 mm).
Negli F-86K l'armamento standard era invece costituito da quattro cannoni da 20 mm M-24A-1 con una velocità di sparo di 700-800 colpi al minuto. Alcuni esemplari (tra cui quelli italiani) furono dotati di rampe subalari e controlli per il lancio di due missili Sidewinder ("GAR-8" secondo l'originaria definizione USAF).
Tutte le versioni furono dotate di radar AN/APG-37 sviluppato dalla Hughes. Il sistema di controllo del tiro passava dallo "E-4" installato sull'F-86D al, meno segreto, MG-4 dell'F-86K.
Gli F-86L oltre alla dotazione avionica dell'F-86D, disponevano di ulteriori apparati elettronici necessari all'integrazione con il sistema di difesa aerea SAGE, quali un "Data Link AN/ARR-39", la cui antenna sporgeva inferiormente dalla fusoliera, in prossimità del bordo d'attacco della semiala destra.
Erano presenti inoltre, un sistema di comunicazione bordo-terra-bordo in UHF AN/ARC-34, un transponder IFF AN/APX-25, un ricevitore ILS AN/ARN-31.

## Impiego operativo

### Stati Uniti d'America
Verso la fine degli anni '50, l'F-86D costituiva il nerbo dell'apparato difensivo dell'Air Defence Command, con un totale di millequattrocentocinque velivoli distribuiti su venti Squadron, circa i due terzi di tutti i reparti dell'ADC. Gli squadron dotati di F-86D operavano sotto il controllo dell'Air defence Command, dell'US Air Force Europe o della Far East Air Force, con l'eccezione di due Squadron che furono trasferiti allo Strategic Air Command nel 1959.
Nel settembre del 1957, l'USAF iniziò il ritiro dell'F-86D dalla prima linea, sostituendolo progressivamente con l'F-86L, mentre nell'ADC la dismissione dell'F-86D ebbe inizio nell'agosto del 1956. Gli esemplari ritirati dal servizio nell'ADC, furono ceduti agli squadron dell'Air National Guard, che lo mantenne in linea fino ai primi anni sessanta.
Il primo reparto dell'Air Defence Command a ricevere l'F-86L fu il 49th Fighter Interceptor Squadron (FIS) ad Hanscom Field, Massachusetts, nell'ottobre del 1956. L'ultimo reparto dell'USAF a completare la conversione da F-86D a F-86L fu il 93rd FIS sulla Kirtland AFB, Nuovo Messico. In totale furono convertiti novecentottantuno F-86D.
L'integrazione dell'F-86L nel SAGE permise all'USAF di colmare il vuoto operativo fino al completamento dell'entrata in servizio dei nuovi intercettori supersonici con armamento esclusivamente missilistico, Convair F-102 e F-106. Con l'avvento dei nuovi intercettori supersonici, l'F-86 fu riassegnato ai reparti dell'Air National Guard (ANG).
Il primo reparto dell'ANG a ricevere l'F-86L alla fine del 1957 fu il 108th FIS di base sull'aeroporto O'Hare Field di Chicago.
La dismissione dell'F-86L proseguì gradualmente andando a rifornire altri otto squadrons dell'ANG nel corso del 1958, ciascuno con venticinque velivoli. In totale i reparti dell'ANG che impiegarono gli F-86L furono ventitré e l'ultimo reparto dell'ANG a utilizzarli fu il 196th FIS della California ANG, che iniziò la conversione sugli F-102 nell'estate del 1965.

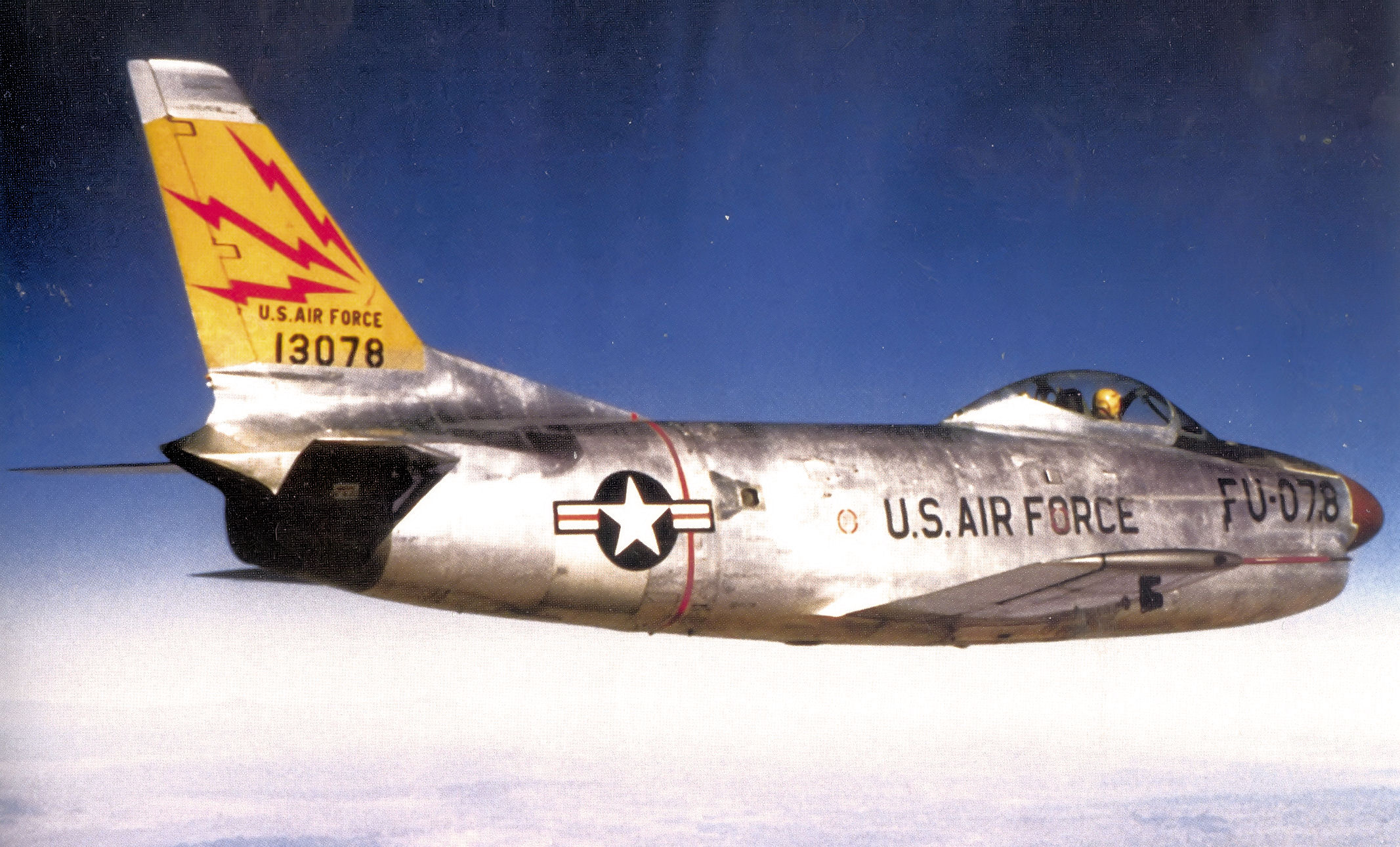
F-86D-20-NA del 465th Fighter-Interceptor Squadron

### Altri paesi
(Se non diversamente indicato, i dati sono tratti da "Curtis Duncan, North American F-86 Sabre" )
L'F-86D non fu disponibile per l'esportazione fino al 1958, quando l'entrata in servizio dei nuovi intercettori supersonici Convair F-102 Delta Dagger e McDonnell F-101 Voodoo e la caduta del vincolo di segretezza del sistema di controllo del tiro "E-4", ne permise l'esportazione verso i paesi alleati. Alcuni paesi NATO, tra cui l'Italia, ricevettero invece l'F-86K costruito su licenza dalla FIAT.
Corea del Sud
la Daehan Minguk Gonggun (Republic of Korea Air Force, o ROKAF) ricevette quaranta F-86D per equipaggiare gli Squadron di caccia ognitempo 108 e 109 del 10th Fighter Wing sulla base di Suwon. Seguì una seconda fornitura di cinque esemplari nel novembre 1960. Gli F-86D furono ritirati dal servizio negli anni 1978/1979.
Danimarca
La prima nazione a ricevere gli F-86D fu l'aviazione danese Flyvevåbnet (Royal Danish Air Force) con cinquantanove esemplari ex-USAFE consegnati nel 1958. Questi esemplari andarono ad equipaggiare gli Squadron 723, 726 e 728 basati aD Aalborg e Skrydstrup. Altri tre aerei furono acquistati nel 1962 come parti di ricambio. Gli esemplari danesi rimasero operativi fino al marzo del 1966.
Filippine

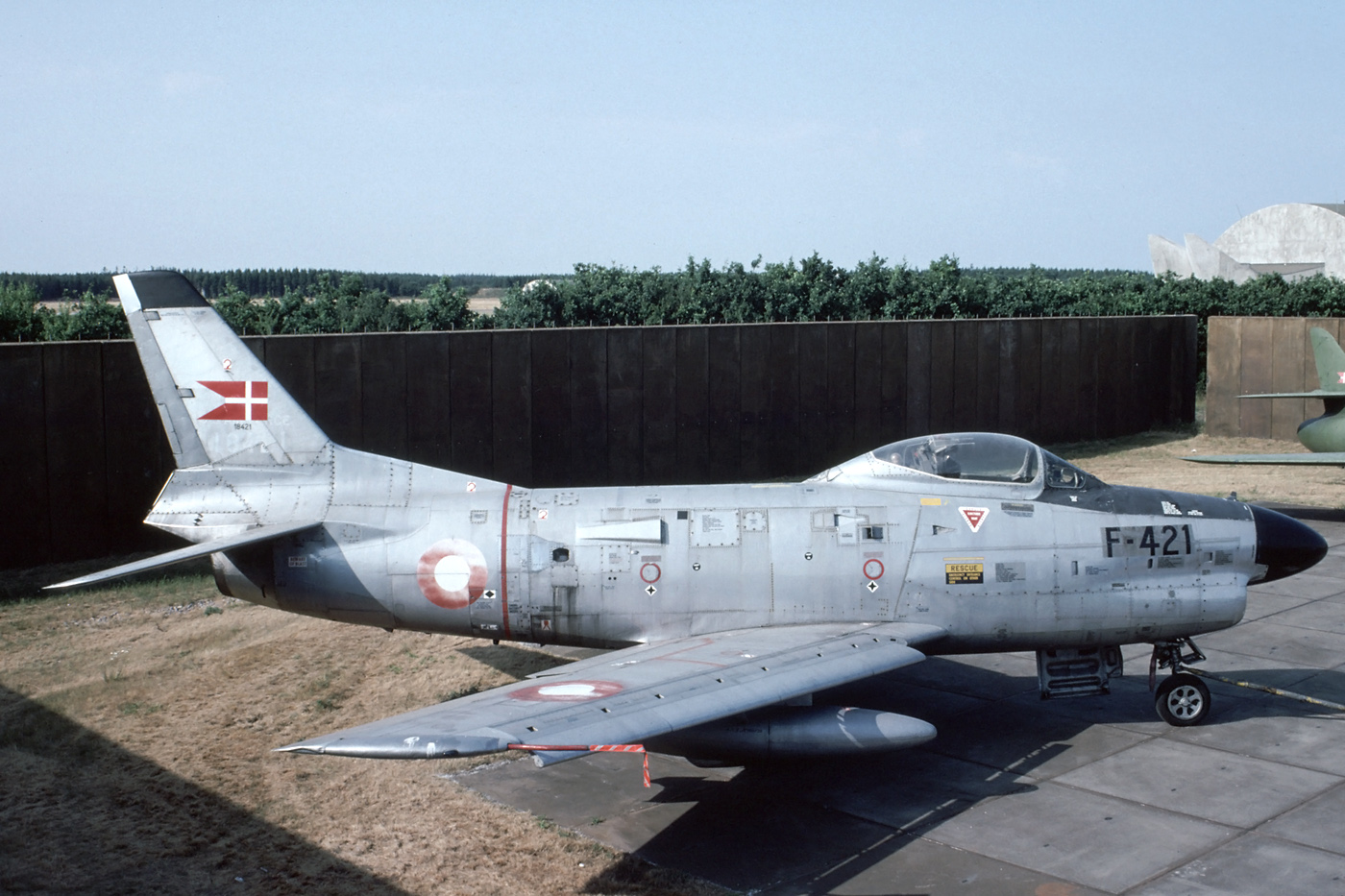
F-86D con le insegne dell'Aviazione Militare Danese, conservato nel Museo di Stauning

la Hukbong Himpapawid ng Pilipinas (Philippine Air Force) raggiunse una capacità operativa ogni tempo il 12 agosto 1960 quando ricevette venti F-86D-35, che vennero presi in carico dall'8th Fighter Interceptor Squadron sulla base di Basa. Successivamente a questi si aggiunsero ulteriori acquisizioni di F-86D-50. Assegnati al 5th Fighter Wing, gli F-86D furono ritirati dal servizio nel luglio del 1968.
Francia
L'Armée de l'air ricevette sessanta (FIAT) F-86K. Il primo arrivò in Francia il 4 settembre 1956 e le consegne continuarono fino a metà 1957 (numeri di serie da 55-4814 a 4844, da 55-4846 a 4865, da 55-4867 a 4780, da 55-4872 a 4874, e da 55-4876 a 4879). Il primo reparto a ricevere gli F-86K fu l'Escadre de Chasse Tout Temps (ECTT) 1/13 "Artois" basato a Lahr in Germania, seguito dalla Escadre de Chasse Tout Temps 2/13 "Alpes" che insieme con la 1/13 fu trasferito a Colmar-Meyenheim.
Quando l'1/13 fu riequipaggiato con i Dassault Mirage III nel 1962, fu formata una terza unità la ECTT 3/13 "Auvergne" a Colmar. Gli F-86K ricevettero le rotaie di lancio per i missili Sidewinder. L'ultimo F-86K fu radiato nell'agosto del 1962 e ventidue esemplari vennero riconsegnati all'Aeronautica Militare.
Germania
La Luftwaffe ricevette ottantotto dei duecentoventuno F-86K assemblati FIAT (più due prototipi) nel corso del 1957 e 1958. La prima unità della Luftwaffe dotata di F-86K divenne operativa nell'ottobre del 1960. Le unità della Luftwaffe dotate di F-86K furono gli Jagdstaffel "74" e "75".
Gli F-86K tedeschi ricevettero i numeri di serie 55-4845, 4866, 4878, 4881, 4882, 4888, da 4895 a 4899, 4901, 4904, da 4907 a 4935, 4935, 4936, da 56-4116 a 4160. Nel 1962 tutti gli F-86K della Luftwaffe furono equipaggiati con sedili eiettabili Martin-Baker e predisposti per il l'uso di missili a guida infrarossa Sidewinder.
L'F-86K rimase in servizio nella Luftwaffe fino al 1966, quando gli esemplari ancora in servizio furono definitivamente sostituiti dagli F-104G Starfighter. La maggior parte degli F-86K ex Luftwaffe furono ceduti al Venezuela. Durante i quasi sette anni di servizio con la Luftwaffe, solo quattro F-86K andarono perduti per incidenti.
Giappone
La Kōkū Jieitai (Japanese Air Self Defence Force) ricevette centoventidue F-86D ex-USAF dal gennaio del 1958, equipaggiando gli Hikotai 101, 102, 103 e 105 del 3rd Kokudan. Conosciuti con l'appellativo di "Gekko" (chiaro di luna), gli F-86D furono ritirati dal servizio nell'ottobre del 1968.
Grecia
La Polemikí Aeroporía (Hellenic Air Force) con la fornitura di trentacinque F-86D ricevuti in conto MDAP a partire dal 17 maggio 1960, equipaggiò inizialmente lo Squadron 337 a Elefsina. Lo Squadron 343 fu l'ultimo reparto a ricevere gli F-86D, che rimasero in servizio fino al 1966/67.
Honduras
La Fuerza Aérea Hondureña ricevette quattro F-86K dal Venezuela nel 1969; i velivoli furono assegnati alla Esquadrilla de Caza-Bombardao. Mantenuti in efficienza con il supporto della Forza Aerea Venezuelana, furono definitivamente ritirati dal servizio nel 1986.
Italia
I primi due velivoli F-86K destinati ai reparti operativi dell'Aeronautica Militare Italiana (MM6192 e MM 6193) uscirono dalla FIAT il 2 novembre 1955. Il primo reparto a ricevere gli F-86K fu il 6º Gruppo COT (Caccia Intercettori Ognitempo) del 1º Stormo caccia Ogni Tempo di Istrana.
In seguito, gli F-86K furono consegnati al 17º e 23º Gruppo del 1º Stormo, al 21º Gruppo e al 22º Gruppo della 51ª Aerobrigata, al 12º Gruppo del 4º Stormo. L'ultimo F-86K fu consegnato dalla FIAT nell'ottobre del 1957.
Ventidue F-86K ex Armée de l'air furono passati all'AMI nel gennaio 1962 (numeri di serie 55-4815, da 4818 a 4821, 4824, da 4829 a 4830, 4832, 4833, 4837, 4843, 4844, 4846, 4854, da 4858 a 4860, 4863, 4865, 4868 e 4869) e ceduti alla 51ª Aerobrigata. L'Aeronautica Militare ricevette altri otto F-86K ex olandesi nel 1963 (numeri di serie 54-1249, 1256, 1261, 1275, 1288, 1292, 1297 e 1315).
Nel 1964 iniziò la transizione dei reparti da caccia dell'AMI su Lockheed F-104 Starfighter. Con il graduale passaggio dei reparti AMI all'F-104G, tutti i restanti F-86K furono ceduti all'unico reparto operativo su F-86K rimasto, il 23º Gruppo a Rimini. Con l'esaurirsi della vita operativa del "Kappone", come era confidenzialmente nominato, il 23º Gruppo fu assegnato al 5º Stormo il 25 marzo 1973, ricevendo il primo F-104S il 19 marzo 1973. L'ultimo volo dell'F-86K avvenne il 27 luglio 1973, pilotato dal Capitano Mario Pinna, dopo aver volato per più di 162 396 ore missione .
Jugoslavia

F-86K della 1ª Aerobrigata

Gli F-86D forniti a partire dalla fine di luglio del 1961, alla Jugoslovensko ratno vazduhoplovstvo i protivvazdušna odbrana, Aeronautica militare e difesa aerea jugoslava (abbreviata in RV i PO) furono prelevati direttamente dal 3130th Air Base Group di stanza a Châteauroux in Francia e furono inizialmente inviati al Vazduhoplovno-tehnicki remontni zavod (VTRZ, Istituto tecnico di riparazione dell'aeronautica militare) "Jastreb" per un ciclo di riparazioni e manutenzione. Dei centotrenta esemplari forniti, trenta furono destinati ad essere utilizzati come parti di ricambio.
Gli F-86D erano privi sia del sistema di controllo del tiro E-4 che dei razzi "Mighty Mouse" che ne costituivano l'unico armamento.
Dopo le proteste della autorità iugoslave, il Governo statunitense dovette ripianare gli equipaggiamenti mancanti, non senza polemiche politiche interne, trattandosi di fornitura di materiale militare ad un paese comunista.
La prima unità a ricevere gli F-86D fu il 117 vp a Batajnica, in via di conversione dagli F-86E. Il personale del reparto completò l'addestramento a terra sull'F-86D durante l'agosto del 1962 alla VTRZ "Jastreb", iniziando l'addestramento al volo il 5 settembre successivo.
A quella data, il 117 vp aveva in carico dieci F-86D. Ulteriori esemplari furono forniti nel 1963, in occasione della parata del primo maggio a Belgrado.
Alla fine del 1963, la dotazione di F-86D del 117 vp era di trenta esemplari. La difficoltà di manutenzione sia della componente elettronica che del motore e il frequente ricorso alla "cannibalizzazione", ridusse sensibilmente l'efficienza operativa della linea di volo, tanto che complessivamente dei centotrenta esemplari in servizio, solo quaranta potevano considerarsi pienamente operativi.
Nel 1963, con l'arrivo del primo MiG-21F-13 al 204 vp, iniziò il ritiro degli F-86D come intercettori, che coincise peraltro con il blocco delle fornitura USA alla Jugoslavia.
Comunque l'uscita di scena dell'F-86D avvenne con gradualità, anche in considerazione del fatto che la scarsa efficacia del radar installato sulle prime versioni del MiG-21, li rendeva ancora efficaci, almeno fino all'arrivo del MiG-21 PFM.
Dotata di una buona industria aeronautica nazionale, la Jugoslavia procedette autonomamente alla conversione degli F-86D in ricognitori. Gli F-86D ricognitori furono designati IF-86D (I come izvidacki, ricognitore). La conversione consisteva nel rimuovere il vano dei razzi sostituendolo con tre fotocamere K-24. in aggiunta, due piloni furono installati nella parte anteriore della fusoliera per trasportare bombe illuminanti FOTAB e bengala SAB (Svetlece Avio Bombe).
In totale furono modificati trentadue F-86D nella VTRZ "Zmaj" a Pleso, vicino a Belgrado, il primo dei quali uscì alla fine del 1963. Gli F-86D furono definitivamente ritirati dal servizio verso la fine del 1974.
Norvegia
La Kongelige Norske Luftforsvaret ha operato con sessanta F-86K costruiti dalla NAA, dei quali cinquantanove furono consegnati tra il settembre 1955 e l'ottobre 1956. L'ultimo aereo andò perduto durante le prove di accettazione negli Stati Uniti e non fu sostituito fino al gennaio del 1960.
Il 10 marzo 1956, nel corso di un incendio nell'hangar di ricovero, andarono perduti quattro F-86K. La perdita fu ripianata nel giugno successivo con la consegna di quattro F-86K (55-4874, -4884, -4886, -4890) assemblati in FIAT. L'F-86K divenne operativo con gli Squadron 337 e 339 con sede a Gardermoen e successivamente con gli Squadron 332 e 334 a Rygge, in sostituzione degli F-86F. Gli F-86K norvegesi furono radiati nel 1966/67.
Paesi Bassi
L'aviazione militare olandese, Koninklijke Luchtmacht(Royal Netherlands Air Force) ricevette cinquantasette F-86K di costruzione NAA, consegnati tra l'ottobre 1955 e l'aprile 1956, che operarono con gli Squadron 700, 701 e 702. Nel 1957, la FIAT fornì ulteriori sei F-86K. Otto furono restituiti all'Italia nel 1963.
Gli F-86K olandesi furono sostituiti dagli F-104G Starfighter alla metà degli anni sessanta. La maggior parte degli F-86K olandesi fu smantellato tranne l'esemplare 54-1305 (codice Q-305) esposto al Militaire Luchtvaart Museum (Museo dell'aviazione militare olandese)
di Soesterberg.
Taiwan
La Zhōnghuá Mínguó Kōngjūn (Republic of China Air Force o ROCAF) ricevette un numero imprecisato di F-86D (probabilmente venti) nel 1959. Questi esemplari equipaggiarono il 44th TFS a Hsinchu, venendo radiati nel 1966.
Thailandia
L'F-86L ebbe un unico operatore estero, la Kongthap Akat Thai (Royal Thai Air Force), che ricevette venti F-86L (ex Air National Guard) nel 1964, naturalmente privi degli apparati SAGE, inutili al di fuori degli Stati Uniti. Gli aerei furono assegnati allo Squadron 12 sulla base di Don Muang e furono sostituii solo nel 1972 dagli F-5E Tiger.
Venezuela
Settantaquattro F-86K ex-Luftwaffe furono venduti alla Aviación Militar Venezolana nel 1966. Gli F-86K trasferiti dalla Germania al Venezuela avevano i numeri di serie 55-4866, 4895, 4896, 4898, 4901, 4907, da 4910 a 4913, 4823, 4925, 4930, da 446 a 4118, da 56-4121 a 4126, 4128, 4129, 4131, 4132, da 4134 a 4144, da 4146 a 4145, da 4158 a 4160.
I reparti utilizzatori furono gli Escuadron de Cazas 34 e 35, probabilmente anche l'Escuadron de Cazas 36. Tuttavia diversi F-86K acquistati dal Venezuela sono rimasti in deposito e non hanno mai volato e l'attività operativa degli esemplari operativi fu funestata da molti incidenti, almeno ventisette.
Dal totale dei settantaquattro F-86K ricevuti dall'aviazione venezuelana, circa ventisette furono "cannibalizzati" ed utilizzati come fornitori di pezzi di ricambio per mantenere in efficienza il resto della flotta. La maggior parte degli F-86K rimasero a terra nel luglio del 1969 a causa dell'usura degli impianti idraulici. Cinque F-86K venezuelani furono ceduti all'Honduras nel 1969. Gli ultimi F-86K furono ritirati durante i primi anni settanta.

## Utilizzatori
Corea del Sud
- Daehan Minguk Gonggun

 Danimarca
- Flyvevåbnet

 Filippine
- Hukbong Himpapawid ng Pilipinas

 Francia
- Armée de l'air

 Germania
- Luftwaffe

 Giappone
- Kōkū Jieitai

22 F-86D in servizio dal 1958 al 1968.
 Grecia
- Polemikí Aeroporía

 Honduras
- Fuerza Aérea Hondureña

 Italia
- Aeronautica militare

 Jugoslavia
- Jugoslovensko ratno vazduhoplovstvo i protivvazdušna odbrana

 Norvegia
- Kongelige Norske Luftforsvaret

 Paesi Bassi
- Koninklijke Luchtmacht

 Stati Uniti
- United States Air Force
- National Guard of the United States

 Taiwan
- Zhōnghuá Mínguó Kōngjūn

 Thailandia
- Kongthap Akat Thai

 Venezuela
- Fuerza Aérea Venezolana

### Annotazioni
1. ↑  Fenomeno noto anche con il termine inglese flame-out
2. ↑  Letteralmente: razzi aerei a deriva ripiegabile
3. ↑  I diversi "blocchi produttivi" erano identificati mediante i numeri "1", "5", "10" (e progressivamente incrementati di 5 unità); i numeri intermedi erano utilizzati per identificare eventuali successive modifiche relative ai singoli blocchi, per cui gli esemplari indicati come "F-86D-1" appartenevano al primo blocco produttivo mentre un loro successivo aggiornamento sarebbe stato identificato con la denominazione "F-86D-2".
4. ↑  Il suffisso "NA" identificava i velivoli prodotti nello stabilimento North America di Inglewood (California), il suffisso "NH" quelli prodotti a Columbus (Ohio).
5. ↑  simile all'ala installata sugli F-86F-40

### Fonti
1. ↑  Davis, p. 41.
2. ↑  Cotter, p. 66.
3. ↑  Wagner, p. 1.
4. ↑  Barbieri, p. 48.
5. ↑  Barbieri, p. 40.
6. ↑  Barbieri, p. 49.
7. ↑  Cotter, p. 67.
8. ↑  Wagner, p. 2.
9. ↑  Wagner, p. 4.
10. ↑  Wagner, p. 11.
11. 1 2 3  Wagner, p. 68.
12. 1 2 3  Wache, p. 7.
13. ↑  Fiat.
14. ↑  Wagner, p. 74.
15. ↑  Wagner, p. 82.
16. ↑  Wagner, p. 83.
17. ↑  Duncan, p. 106.
18. ↑  Cotter, p. 74.
19. ↑  Cotter, p. 73.
20. ↑  Cotter, p. 75.
21. ↑  Duncan.
22. ↑  Duncan, p. 146.
23. ↑  Duncan, p. 161.
24. ↑  "JASDF AIRCRAFT IN-SERVICE DATES IN CHRONOLOGICAL ORDER", su j-hangarspace.jp, URL consultato 5 novembre 2020.

### Pubblicazioni
- ILLUSTRATO FIAT periodico mensile Anno III, n. 7, luglio 1955.
- The French Air Force & The F-86K, in Sabre Jet Classics a publication of F-86 Sabre pilot association, vol. 8, n. 1, 2000.

### Multimedia
Istituto Luce Cinecittà, F-86 K per l'Aeronautica Italiana, su YouTube, 20 giugno 2012. URL consultato l'8 maggio 2017.